# Agustín García Arreola
Agustín García Arreola (Kansas City, 15 gennaio 1915 – San Luis Potosí, 17 febbraio 1992) è stato un cestista e allenatore di pallacanestro messicano.

## Carriera
Da allenatore ha guidato il Messico a due edizioni dei Giochi olimpici (Londra 1948 e Tokyo 1964) e ai Campionati mondiali del 1959.